# Невеш, Жил
Жил Маттеу Невеш (порт. Gil Matteo Neves; родился 9 февраля 2008 года) — португальский футболист, полузащитник юношеской команды клуба «Бенфика».

## Клубная карьера
Жил начинал свою карьеру в Люксембурге. В 2013 году он поступил в академию клуба «Менсдорф» и занимался там 9 лет. В 2022 году игрок перебрался в «Ф91 Дюделанж» и провёл 2 сезона в юношеской команде этого клуба. С 2024 года Жил выступает за юношескую команду португальской «Бенфики».

## Карьера в сборной
В 2022—2024 годах Жил представлял Люксембург на юношеском уровне, приняв участие в общей сложности в 18 встречах и забив 1 гол. В 2024 году он принял решение начать выступления за Португалию. В 2025 году в составе сборной Португалии до 17 лет он принимал участие на юношеском чемпионате Европы в Албании. На этом турнире Жил сыграл во всех 5 матчах. Дебютную встречу с албанцами полузащтник начал в стартовом составе, а в оставшихся встречах выходил на замену. В финальном поединке против французов Жил стал автором последнего гола. В итоге Жил и португальская национальная команда стали чемпионами Европы среди юношей. Всего за юношескую сборную Португалии (до 17 лет) он провёл 17 матчей, в которых отметился 5 забитыми мячами.

## Достижения
Сборная Португалии (до 17 лет)
- Чемпион Европы (до 17 лет) (1): 2025